# Циня (антифашистская организация)
«Ци́ня» (латыш. Cīņa - «Борьба») — одна из организаций антифашистского подполья на территории Риги в период, когда латвийская столица являлась административным центром генерального комиссариата Латвии в составе крупного территориального образования «Остланд». 
«Циня», антифашистская подпольная организация, функционировала в поздний период нацистской оккупации, с 1943 по 1944 год. Именно в последние полтора года немецко-фашистского господства заметно активизировались многочисленные партизанские движении на территории оккупированной Латвии. 
В переводе с латышского языка Ciņa означает «Борьба». В большинстве своём членами подпольного движения являлись студенты Латвийской Академии Художеств, а также ряд актёров некоторых рижских театров. В частности, активными деятелями подпольной организации «Циня» являлись артисты рижских театров: педагог сценического искусства и одна из ведущих актрис Рабочего театра Ольга Фрицевна Бормане (1893 — 1968 годы), Арведc Карлович Михельсон, который выступал под сценическим псевдонимом Рутку Тэвс (1886 — 1961 годы), исполнявший главные роли в Главном художественном академическом театре Латвии, а также актёр и режиссёр Теодорс Кугренс (? - 1945 год). 
Руководителями этой ячейки антифашистского подполья являлись бывший директор Художественного театра народный артист Латвийской ССР Леонид Янович Лейманис (1910 — 1974 годы), который выступил в роли фактического основателя этой подпольной организации, а также студент Латвийской Академии Художеств комсомолец Ольгертс Урбанс (1922 — 1977 годы), которому в послевоенные годы суждено будет стать живописцем-портретистом. Фактически же «Циня» состояла из студентов-художников и рижских актёров. 
В основном члены этой антифашистской организации занимались распространением агитационных плакатов и листовок — в них озвучивался призыв к саботажу на рижских промышленных предприятиях, абсолютное большинство которых вынуждено было обслуживать интересы военной индустрии нацистской Германии. Также «Циня» занималась сбором вооружения и пересылкой его боевым партизанским отрядам различных организаций латвийского движения сопротивления. В начале весны 1943 года в конспиративной квартире № 6 в доме № 3 на улице Видус под руководством выпускника драматической студии Рижской народной высшей школы Леонида Лейманиса была обустроена тайная типография, которая до дня освобождения Риги 13 октября 1944 года успела напечатать 19 антифашистских воззваний различного содержания, которые оперативно распространялись членами «Цини» тиражом от 780 до 2800 экземпляров.